# Santa Fe (La Havane)
 (signalé en mai 2025).
Si vous disposez d'ouvrages ou d'articles de référence ou si vous connaissez des sites web de qualité traitant du thème abordé ici, merci de compléter l'article en donnant les références utiles à sa vérifiabilité et en les liant à la section « Notes et références ».
- Archive Wikiwix
- Bing
- Cairn
- DuckDuckGo
- E. Universalis
- Gallica
- Google
- G. Books
- G. News
- G. Scholar
- Persée
- Qwant
- (zh) Baidu
- (ru) Yandex
- (wd) trouver des œuvres sur Wikidata

Pour les articles homonymes, voir Santa Fe.
Santa Fe est un quartier (consejo popular) de la municipalité de Playa à La Havane, Cuba.

## Géographie
Santa Fe est bordé au nord par le détroit de Floride, à l'est par Jaimanitas, un ancien village de pêcheurs, à l'ouest par Playa Baracoa, et au sud par Bauta dans la province d'Artemisa.
|               | Détroit de Floride |            |
| Playa Baracoa | Santa Fe           | Jaimanitas |
|               | Bauta              |            |